# Cohors II Thracum Syriaca

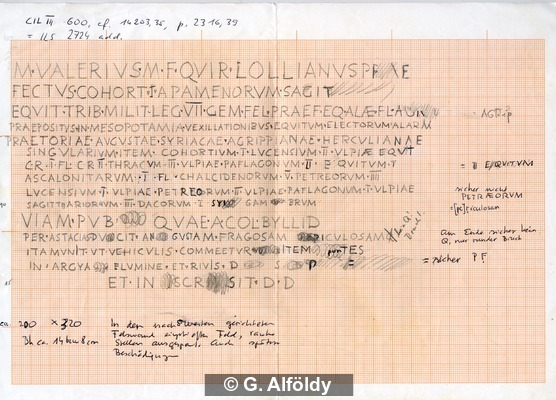
Eine Zeichnung der Inschrift, angefertigt durch Géza Alföldy

Die Cohors II Thracum Syriaca [equitata] (deutsch 2. Kohorte der Thraker Syriaca [teilberitten]) war eine römische Auxiliareinheit. Sie ist durch Militärdiplome und Inschriften belegt.

## Namensbestandteile
- Cohors: Die Kohorte war eine Infanterieeinheit der Auxiliartruppen in der römischen Armee.

- II: Die römische Zahl steht für die Ordnungszahl die zweite (lateinisch secunda). Daher wird der Name dieser Militäreinheit als Cohors secunda .. ausgesprochen.

- Thracum: Die Soldaten der Kohorte wurden bei Aufstellung der Einheit aus dem Volk der Thraker auf dem Gebiet der römischen Provinz Thrakien rekrutiert.

- Syriaca: aus der Provinz Syria bzw. die Syrische. Der Zusatz kommt in den Militärdiplomen von 91 bis 156/157 und einer Inschrift[1] vor.

- equitata: teilberitten. Die Einheit war ein gemischter Verband aus Infanterie und Kavallerie.[A 1]

Da es keine Hinweise auf den Namenszusatz milliaria (1000 Mann) gibt, war die Einheit eine Cohors quingenaria equitata. Die Sollstärke der Kohorte lag bei 600 Mann (480 Mann Infanterie und 120 Reiter), bestehend aus 6 Centurien Infanterie mit jeweils 80 Mann sowie 4 Turmae Kavallerie mit jeweils 30 Reitern.

## Geschichte
Die Kohorte war in der Provinz Syria stationiert. Sie ist auf Militärdiplomen für die Jahre 91 bis 156/157 n. Chr. aufgeführt.
Der erste Nachweis der Einheit in Syria beruht auf Diplomen, die auf 91 datiert sind. In den Diplomen wird die Kohorte als Teil der Truppen aufgeführt (siehe Römische Streitkräfte in Syria), die in der Provinz stationiert waren. Weitere Diplome, die auf 129/134 bis 156/157 datiert sind, belegen die Einheit in derselben Provinz.
Eine Vexillation der Kohorte nahm am Partherkrieg des Lucius Verus (161–166) teil. Sie wird in einer Inschrift als Teil der Einheiten aufgelistet, die unter der Leitung von Marcus Valerius Lollianus standen.

## Standorte
Standorte der Kohorte sind nicht bekannt.

## Angehörige der Kohorte
Folgende Angehörige der Kohorte sind bekannt:

### Kommandeure
| - Gaius Valerius Florinus, ein Präfekt (CIL 14, 2957) - P(ublius) Valer(ius) Protogenianus, ein Präfekt (AE 1995, 1569) | - Sex(tus) Rasius Proculus, ein Präfekt (AE 1911, 124) |